# بيدرو مينينديث دي أفيليس
بيدرو مينينديث دي أفيليس (بالإسبانية: Pedro Menéndez de Avilés، ولد في 15 فبراير 1519، أفيليس، أستورياس، إسبانيا - توفي في 16 سبتمبر 1574، سانتاندير، إسبانيا) بحار إسباني مؤسس ميناء سانت أوغسطين، فلوريدا وكان مثال الفاتحين الإسبان بما كان له من شجاعة وإخلاص وقسوة.

## بدايات حياته
كان قد ولد في أفيليس في أستورياس، وكان أبوه من طبقة الأعيان وملاك الأراضي وكان أحد تسعة عشر ولداً وبنتاً. وركب أفيلس البحر في سن الرابعة عشرة حيث دخل حياة المغامرة كقرصان، وفي عام 1549 م خلال السلام بين إسبانيا وفرنسا فوضه شارل الخامس (الأول في إسبانيا) ليبعد القراصنة الفرنسيين عن شواطئ إسبانيا.

## القيادة البحرية
بعد خمس سنوات تم تعيينه كقائد أسطول لجزر الهند الغربية على سفينة تدعى فلوتا لحمل البضائع بين إسبانيا وأمريكا، وقد تم هذا التعيين بناءً على أمر الإمبراطور التي بدل أمر كاسا دي كونتراتاثيون أو اللجنة الحاكمة للتجارة الأمريكية، وفي تلك السنة رافق أفيليس الأمير فيليب (الذي أصبح لاحقاً فيليب الثاني ملك إسبانيا) إلى إنجلترا لكي يتزوج الملكة ماري الأولى. وقد أظهر اجتهادا ونجاحا فحاز على تفضيل الملك. ولكن إخلاصه للخدمة الإمبراطورية ورفضه للرشاوى لم يجعلاه محبوباً بين التجار، وكذلك فتصرفاته الاعتباطية أهانت مجلس التجارة.
أعيد تعيينه قائداً عام 1557 م وكان على دراية بكره المجلس له فطلب أن يعين في مكان آخر، ووقتها كانت الحرب بين إسبانيا وإنجلترا من جهة وفرنسا من جهة أخرى مندلعة، وكان يهتم دائماً بنفسه فكان له أعداء كثيرون فسجن عام 1563 م وحرر بعد سنتين حيث حاز مجدداً على الحظوة الملكية.
كانت الحرب في فرنسا والتي تحالف فيها الإسبان والإنجليز في تصاعد وحتى نهاية العام 1559 م تم تعيينه لجلب الأموال والمتطوعين من إسبانيا إلى الفلاندرز، وعندما حل السلام قاد الأسطول الذي حمل فيليب الثاني من الأراضي المنخفضة إلى إسبانيا، وفي عام 1560 م تم تعيينه مجددا لقيادة البحرية وقام برحلة ناجحة جداً إلى أمريكا وعاد في تلك السنة والسنة التي بعدها، أما علاقته بلجنة التجارة ظلت مشدودة كما كانت، وعند عودته من رحلة أخرى عام 1563 م تم اعتقاله بأوامر اللجنة ووضع في السجن لعشرين شهراً. بالنسبة للتهم التي القيت عليه فهي غير معروفة ولكن أفيلس أعلن في رسالتين للملك براءته، وبرأه القضاة ولكن لينفذوا الأمر قبل أن تلقوا أمرين ملزمين من الملك.

## الحملة على حصن كارولين وتأسيس سان أغسطين
كان الملك فيليب قد انزعج بسبب الخطر المحتمل لممتلكاته في أمريكا بسبب المستوطنين من الهوغينو في جزء مهم من ساحل فلوريدا فأرسل أفيليس هناك ليؤسس مستوطنة هناك ويتعامل مع الفرنسيين، وكان أفيلس بعد سراحه أراد البحث عن ابنه الذي تحطمت به السفينة في السنة السابقة، فأبحر في يوليو 1565 م مع 11 سفينة و2.000 رجل، وفي 28 أغسطس وصل أفيليس ودخل خليجاً سماه سان أغسطين وبنوا حصنا هناك، وفي 20 سبتمبر استولوا على المستعمرة الفرنسية حصن كارولين قتل كل من فيها وعلق جثثهم على الأشجار وكتب عليها "ليس كفرنسيين، بل كمهرطقين"، (وفي رواية أخرى لوثريون)، فانتقم ربان فرنسي يدعى دومينيك دو غورغ بان احتل حصن سان ماتيو (وهو حصن كارولين بعد أن أعاد تسميته الإسبان)، وشنق أفراد الحامية وكتب نقشا "ليس لأنهم إسبان بل لأنهم قتلة"، وكان أفيليس قداستكشف ساحل الأطلسي وأسس مجموعة حصون حتى سانت هيلينا في كارولينا الجنوبية.

## أيامه الأخيرة
استدعى في إسبانيا عام 1567 م حيث ساعد على تنظيم أسطول من السفن ضد الإنجليز لكنه مات في خلال الحملة وكان هذا يوم 16 سبتمبر 1574 في سانتاندير.
كان أفيليس قد تزوج ماريا دي سوليس عندما كان صغيراً وترك ثلاث بنات، ورسائله تخبره أنه تقيًا وشهماً، ولم يتخيل أنه سينظر إليه بهذا الشكل أمام أي شخص فاضل بعدما وصل إلى ما وصل إليه بفعلته مع الفرنسيين الذين اعتبرهم قراصنة ومهرطقين.